# Suzuki Suzumi
Suzuki Suzumi (japanisch 鈴木 涼美, *1983, in Tôkyô) ist eine in Japan bekannte Publizistin, Medienpersönlichkeit und Schriftstellerin.

## Biographischer Hintergrund
Suzukis Mutter war die Übersetzerin Haijima Kari 灰島佳里 (1950–2016), ihr Vater Suzuki Shô (* 1952), ein Butô-Kritiker und Übersetzer, der als Honorarprofessor an der Hôsei-Universität lehrt. Als Kind lebte sie in der idyllisch gelegenen Stadt Kamakura in einem von einem berühmten Architekten (Kurokawa Kishô) gestalteten Haus. Zunächst studierte sie Umwelt- und Kommunikationswissenschaften an der Keiô-Universität studiert. Während des Studiums, das sie 2007 abschloss, war sie als Darstellerin in pornographischen Filmen tätig. Ein Masterprogramm in Soziologie absolvierte sie an der Universität Tôkyô, ihre Abschlussarbeit publizierte sie 2013 unter dem Titel AV joyû no shakaigaku (Soziologie einer Adult Video-Schauspielerin) im Verlag Seidosha. Von 2009 bis 2014 arbeitete Suzuki bei der Zeitung Nikkei; sie gab ihre Stelle auf, um der kranken Mutter bis zu ihrem Tod im Jahr 2016 beizustehen.

## Literarische Karriere
Die Gabe (dt. 2024; jap. Gifted, 2022) ist Suzukis siebtes Buch und die erste literarische Arbeit. Der Text war von den neun Juroren und Jurorinnen, darunter u. a. Shimada Masahiko, Ogawa Yôko, Okuizumi Hikaru, Horie Toshiyuki, Hirano Kei‘ichirô und Kawakami Hiromi, in Konkurrenz zu vier anderen Werken japanischer Autorinnen für den renommierten Akutagawa-Preis nominiert worden. Ebenfalls eine Nominierung erhielt der im Januar 2023 erschienene Roman Ohne Gnade (Graceless), Ende Juni desselben Jahres wurde Ukimi veröffentlicht, im Dezember das Buch Tradition sowie im Januar 2024 YUKARI.
Im Mai 2024 gab Suzuki die Heirat mit dem Sushi-Koch und Besitzer des Restaurants Hey Rasshai in Shinjuku bekannt; ihr Ehemann war vierzehn Jahre als Host unter dem Namen Shun im von der Smappa!Group betriebenen Hans Axel Von Fersen Club tätig.

## Der ErstlingDie Gabe
Die Gabe spielt im Rotlichtmilieu von Kabukichô und schildert eine schwierige Mutter-Tochter-Beziehung.
Um das Jahr 2008 arbeitet die namenlose Protagonistin als Hostess. Sie wohnt in bescheidenen Verhältnissen im einschlägigen Viertel. Unerwartet meldet sich an einem Herbsttag die Mutter und zieht bei der Tochter ein und eröffnet ihr, dass sie im fortgeschrittenen Stadium an Krebs leidet. Nur neun Tage dauert das Zusammenleben, dann muss die Mutter zurück ins Hospital. Die Fünfundzwanzigjährige erinnert sich an die zu zweit verbrachten Jahre – ihr Erzeuger hatte sich, nachdem er von der Schwangerschaft der Geliebten erfuhr, für die ihm bequemere Ehefrau und seine Kinder entschieden, was die Mutter verbitterte. Eine Aussöhnung mit ihr misslingt, beide Seiten sind zu stark von Traumata geprägt. Die Tochter gibt vor, Kunden zu treffen und sucht Zuflucht in Bars und Hostclubs, zumal sie den Verlust zweier Freundinnen bewältigen muss, von denen die eine Selbstmord begeht.

Die sich leitmotivisch wiederholende Schilderung der dumpf zuschlagenden Türen des Apartments betont die düstere Stimmung. Eine Schlüsselstelle nimmt der Bezug auf die von einer Tätowierung überdeckte Brandnarbe am Arm der Erzählerin ein, die ihr als Kind von der Mutter beigebracht wurde, paradoxerweise unbewusst dafür, dass ihr ein besseres Dasein zuteilwerden würde, da sie damit für die Männer unattraktiver werden würde. Die schöne und mit einer besonderen „Gabe“ ausgestattete Frau erfährt zwar temporär die Aufmerksamkeit eines Verehrers, erlangt aber wie die Mutter erfahren hat, nie den sicheren Status mittelmäßiger Ehefrauen. Eine Zweisamkeit mit der Begabten wäre für den grundsätzlich trägen Mann langfristig zu anstrengend:
„Eine Frau, die von einem Mann bewundert würde, zöge immer den Kürzeren. Mit schönen Frauen schmücken sich die Männer gern, aber lieben würden sie insgeheim die hässlichen.“
Suzuki beschreibt ein selbstzerstörerisches und egomanes Verhaltens bei Mutter wie Tochter. Während sie eine Momentaufnahme zeichnet, stellt sie die Negativität des Daseins in den Vordergrund und gestaltet eine neue, sehr dunkle Version der „fließenden Welt“ der edo-zeitlichen Vergnügungsviertel, wobei das Bild von der Vergänglichkeit der menschlichen Existenz eine starke Betonung findet. Die Autorin spielt hier jedoch weniger mit religiösen Motiven, als dass sie eben eine autobiographisch gefärbte, tragische Situation, die sich vor allem auf die Gefühle der Protagonistin bezieht, ausstellt.

## Ausgewählte Werke
- Gifted (ギフテッド), Bungeishunjû, 2022, ISBN 978-4163915722

## Übersetzung
- Die Gabe, übersetzt von Katja Busson. S. FISCHER, 2024, ISBN 978-3-10-397547-5